# (236811) Natascharenate
(236811) Natascharenate est un astéroïde de la ceinture principale.

## Description
(236811) Natascharenate est un astéroïde de la ceinture principale. Il fut découvert le 12 septembre 2007 à Gaisberg par Richard Gierlinger. Il présente une orbite caractérisée par un demi-grand axe de 3,16 UA, une excentricité de 0,05 et une inclinaison de 7,8° par rapport à l'écliptique.

## Compléments